# Xá-Muteba
Xá-Muteba, também designada por Xa-Mateba ou Cha Muteba, é uma cidade e município de Angola, pertencente à província de Lunda Norte, fazendo parte da histórica região da Baixa de Cassange.
Tem cerca de 164 mil habitantes. É limitado a norte pelo município de Cuango, a leste pelo município de Capenda Camulemba, a sul pelo município de Cambundi Catembo, e a oeste pelos municípios de Quela e Cunda-Dia-Baze.

## História
No passado o município foi um dos entes componentes do Reino de Cassanje , tendo o nome de Estado Confederado Cassanje-a-Muteba.
Pertenceu, até 1978, à província de Malanje.

## Geografia
O município de Xá-Muteba localiza-se no extremo sul da província da Lunda-Norte, aproximadamente entre os meridianos 16º a 18º e os paralelos 8º a 10º, fazendo fronteira terrestre e fluvial a oeste e sul com a vizinha província de Malanje, a leste confina-se com os municípios do Cuango e Capenda-Camulemba. Ocupa uma superfície de 13.000 km² (correspondendo a 1,5% do território da província da Lunda-Norte).

### Demografia
A população de Xá-Muteba, embora tenha indivíduos de muitas etnias e nações, é majoritariamente composta pelas etnias dos imbangalas e dos chócues, existindo, neste município, 330 autoridades tradicionais, das quais, 4 rainhas, 15 regedores, 137 sobas, 165 sobetas e 9 ajudantes de regedores. A língua franca é o português, predominando como língua tradicional a imbangala.

### Subdivisões
O município de Xá-Muteba está administrativamente dividido em três comunas, sendo a sede correspondendo a própria cidade de Xá-Mutemba, existindo também as comunas Iongo e Cassanje Calucala.

### Hidrografia
O sistema hidrográfico converge do sul para norte e integra a sub-bacia do rio Cuango, componente da bacia do Congo, delimitando vales com declives suaves por intermédio do rio Binda e seus afluentes, alimentados por inúmeros subafluentes que atravessam a região, todos eles com caudal periódico.
A extensão dos cursos de água existentes no município, oferecem um enorme potencial de desenvolvimento, nomeadamente no sector das pescas, sobre os rios Cuango e Lui, sendo os únicos com caudal permanente.

## Infraestrutura
O município é ligado ao território nacional pela rodovia EN-230, que a liga as vila de Xandel e Catoio, a oeste e, a cidade de Capenda Camulemba, a leste.

## Cultura e lazer
No centro da sede do município existia uma estátua de Zé do Telhado — famoso bandido português, que "roubava aos ricos para dar aos pobres", ao género de Robin Hood. 